# Perspectiva militar

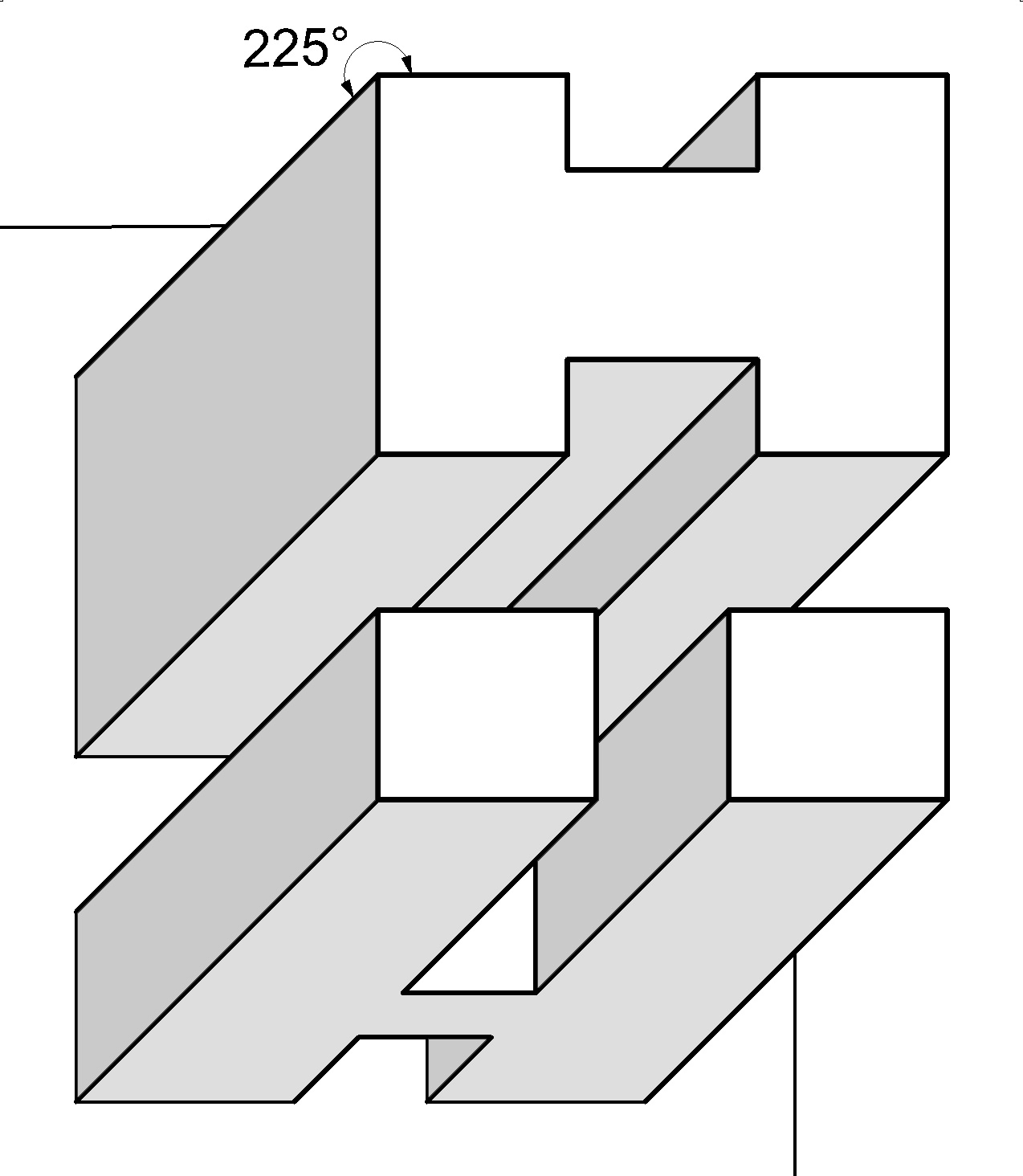
Exemplo de perspectiva militar, voo de pássaro ou olho de pássaro.

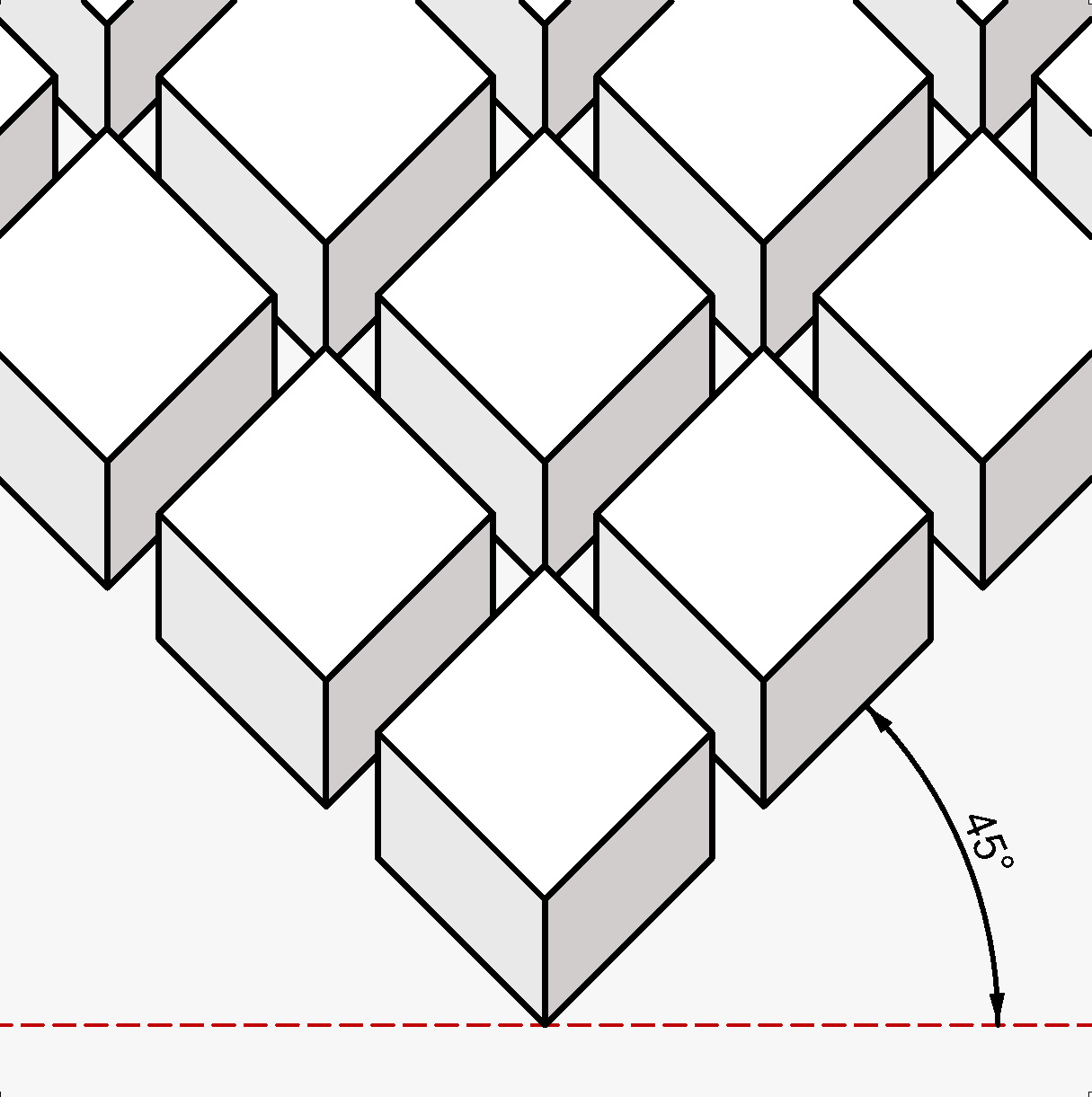
Perspectiva militar, variação a 45º.

A perspectiva militar é uma variante da perspectiva cavaleira, na qual o quadro é posicionado na horizontal. Esse tipo de abordagem coloca a perspectiva militar como uma projeção cilíndrica obliqua. Autores franceses, no começo do século XIX, a denominaram de perspectiva militar.

## Voo de pássaro
Toda perspectiva (cônica ou paralela) que adote o observador muito acima da linha do horizonte, como se estivesse a mirar o chão, é chamada de voo de pássaro. Uma perspectiva que a reta fugante teha angulação de 225 graus, apresentará a característica de sobrevoo. É possível encontrar a militar em processo dimétrico, como se fosse uma perspectiva isométrica em que os ângulos da base são desenhados a 45 graus.
Esta variação da cavaleira teve início nos rascunhos feitos pelas patrulhas napoleônicas por meio de balões ou de pontos elevados, na simulação topográfica de terrenos, em mapas destinados às estratégias militares. Após a sua divulgação foi usada por arquitetos alemães na representação de seus planos urbanísticos sob o nome de vogel perspective. Na prática, o plano superior das construções é desenhado no quadro, paralelo ao plano do solo (o quadro é um plano horizontal). Nos ateliês de arquitetura é comum a utilização da perspectiva militar, por ser desenhada a partir da planta, em verdadeira grandeza.

## Redução das fugantes
Dependendo do ângulo de inclinação das fugantes, o desenho parecerá deformado, necessitando de uma tabela de reduções. Quanto maior for o grau de inclinação, maior deverá ser o coeficiente de redução.
Na situação em que não é necessário aplicar o coeficiente de redução, a cavaleira é chamada de isométrica (k=1) e para as demais de dimétrica (k≠1). Os estadunidenses nomearam a cavaleira de "cavalier projection" para k=1 e de "cabinet projection" para as situação em que k≠1 (necessitam de redução da profundidade para oferecer uma impressão mais precisa do objeto).
Não há um consenso entre os autores sobre o coeficiente de redução que deve ser aplicado, pois esse tipo de representação é um processo técnico-artístico, sujeito às limitações da percepção. De acordo com o ângulo das fugantes é possível aplicar-se as seguintes reduções:

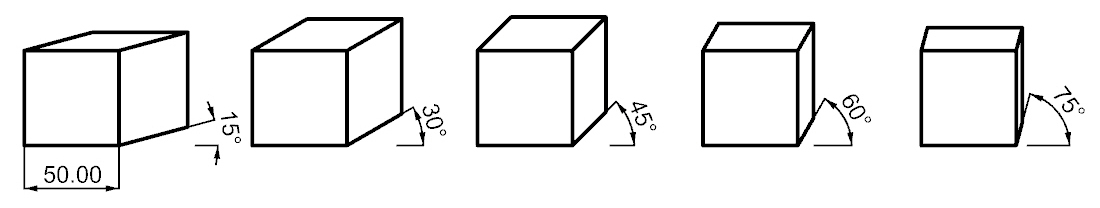
Cubos em perspectiva cavaleira de 15º, 30º, 45º, 60º e 75º.

15º: reduz-se um quarto (1/4) da fugante 

30º: reduz-se um terço (1/3) da fugante 

45º: reduz-se a fugante pela metade (1/2)

60º: reduz-se dois terços (2/3) da fugante 

75º: reduz-se três quartos (3/4) da fugante 